# Очеретоватое (Токмакский район)
Очеретова́тое (укр. Очеретувате) — село,
Очеретоватский сельский совет,
Токмакский район,
Запорожская область,
Украина.
Код КОАТУУ — 2325284001. Население по переписи 2001 года составляло 658 человек.
Является административным центром Очеретоватского сельского совета, в который, кроме того, входит село 
Скелеватое.

## Географическое положение
Село Очеретоватое находится в 3-х км от правом берегу реки Бандурка,
в 4,5 км от села Новомихайловка (Черниговский район).
По селу протекает пересыхающий ручей с запрудой.
Через село проходит автомобильная дорога Т-0401.

## История
- 1786 год — дата основания.

## Экономика
- Фермерское хозяйство «Украина».

## Объекты социальной сферы
- Школа.
- Детский сад.
- Дом культуры.
- Фельдшерско-акушерский пункт.

## Достопримечательности
- Братская могила 276 советских воинов.